# Conrad de Carinthie
Conrad Ier, né vers 975 et mort le 12 ou 15 décembre 1011, est un prince de la dynastie franconienne, fils du duc Othon de Carinthie. Il fut duc de Carinthie et margrave de Vérone de 1004 jusqu'à sa mort.

## Biographie
Conrad est le troisième fils d'Othon de Worms et de son épouse Judith, possiblement une petite-fille du duc Arnulf Ier de Bavière. Il est donc le frère du comte Henri de Spire, père du futur empereur Conrad II le Salique, de Brunon, pape sous le nom de Grégoire V et de Guillaume, évêque de Strasbourg. Son père, un parent des Ottoniens et petit-fils de l'empereur Otton Ier par sa mère, a reçu le duché de Carinthie en fief des mains de l'empereur Otton II en 978, après la destitution du premier duc Henri le Jeune. 
À la différence de son père, il s'est montré favorable à son beau-père le duc Hermann II de Souabe, issu de la dynastie des Conradiens, à l'élection du roi des Romains en 1002. Néanmoins, la réunion des princes à Werla en Saxe voit le triomphe du duc Henri IV de Bavière, le futur empereur Henri II, en association avec les pratiques de la corruption. La relation avec le roi, agacé par l'attitude de Conrad, est restée tendue. Après une querelle il se soumit ; lors d'une assemblée à Diedenhofen (Thionville) en 1003, toutefois, Henri s'en est pris à lui à propos de son mariage avec une parente, Mathilde de Souabe.
Conrad survit à ses deux frères aînés et succédait à son père, mort le 4 novembre 1004, sans prendre en compte les exigences de son neveu Conrad II. Dans son duché, Conrad ne possédait pas de position assurée.
Après sa mort, Henri II a cédé la Carinthie à Adalbéron d'Eppenstein, margrave de Styrie et époux de Béatrice de Souabe, une sœur de sa veuve Mathilde. Conrad est enterré dans la cathédrale de Worms.

## Mariage et descendance
En 1002 ou peu de temps après Conrad épouse Mathilde (morte en 1032), fille du duc Hermann II de Souabe. Ils ont deux fils : 
- Conrad le Jeune, duc de Carinthie, mort en 1039 et enterré dans la cathédrale de Worms ;
- Brunon ou Bruno, évêque de Wurtzbourg, mort en 1045 ;
- Gisèle de Franconie, épouse de Gérard de Bouzonville ;
- une fille anonyme, épouse d'Hezzelin de Zülpichgau.

Après la mort précoce de son mari, Mathilde épouse en secondes noces le duc Frédéric II de Lorraine (mort vers 1026) puis le comte saxon Esico de Ballenstedt, un précurseur de la maison d'Ascanie.